# Strasburg (Dakota Północna)
Strasburg – miasto w Stanach Zjednoczonych, w stanie Dakota Północna, w hrabstwie Emmons.